# ISO 3166-2:KP
ISO 3166-2:KP 是国际标准化组织定义ISO 3166-2的一个子集，定义了朝鲜民主主义人民共和国的下位行政区划代码。
目前该代码的最新版本更新于2022年
- KP-01：平壤市
- KP-02：平安南道
- KP-03：平安北道
- KP-04：慈江道
- KP-05：黄海南道
- KP-06：黄海北道
- KP-07：江原道
- KP-08：咸镜南道
- KP-09：咸镜北道
- KP-10：两江道
- KP-13：罗先市
- KP-14：南浦市
- KP-15：开城市

KP-11和KP-12代码空缺，因2010年修订时将原字母格式代码改为数字格式，并删除了开城市、南浦市的代码。